# بيتر جي. وين
بيتر جي. وين (بالإنجليزية: Angus G. Wynne)‏ هو شخصية أعمال أمريكي، ولد في 9 يناير 1914 في مقاطعة كوفمان في الولايات المتحدة، وتوفي في 12 مارس 1979 في دالاس في الولايات المتحدة.

## وصلات خارجية
- بيتر جي. وين على موقع IMDb (الإنجليزية)
- بيتر جي. وين على موقع قاعدة بيانات الفيلم (الإنجليزية)